# Sphegina varifacies
Sphegina varifacies är en tvåvingeart som beskrevs av Kassebeer 1991. Sphegina varifacies ingår i släktet midjeblomflugor, och familjen blomflugor.
Artens utbredningsområde är Frankrike. Inga underarter finns listade i Catalogue of Life.